# نادي حيدر آباد
نادي حيدر آباد هو نادي كرة قدم هندي يلعب في دوري السوبر الهندي،تأسس النادي في 2019.